# Por Trás do Céu
Por Trás do Céu é um filme brasileiro do gênero Drama de 2017. Com direção e roteiro de Caio Sóh.

## Sinopse
Possuindo apenas um humilde casebre e um jumento, Aparecida (Nathalia Dill) e Edivaldo (Emílio Orciollo Netto) são um casal do sertão que nunca se deixaram abater pelas dificuldades. Aos poucos a trama vai contando a tragédia que levou o casal a viver isolado no sertão. Uma tragédia do passado causada por um violento coronel (Léo Rosa). Enquanto ele se conforma com a vida que tem, ela sonha com uma vida melhor e conhecer o que existe além do que seus olhos podem ver no horizonte. Percebendo que não teria outra escolha, a jovem decide tomar uma atitude drástica que mudará sua trajetória para sempre: partir para a cidade grande.

## Elenco
- Nathalia Dill como Aparecida
- Emílio Orciollo Netto como Edivaldo
- Léo Rosa como Augusto (Patrão)
- Renato Góes como Micuím
- Paula Burlamaqui como Valquiria
- Gero Camilo como Niquim
- Everaldo Pontes como Pai de Aparecida
- Roberto Bomtempo
- Sebastião Formiga

### Galeria

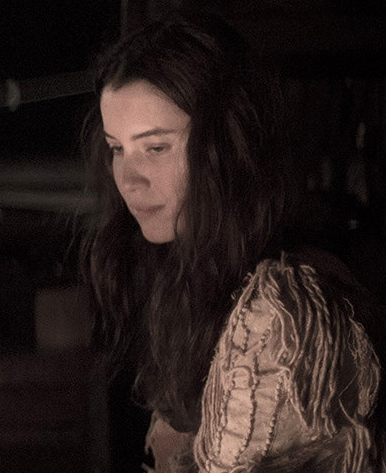
Nathalia Dill Aparecida
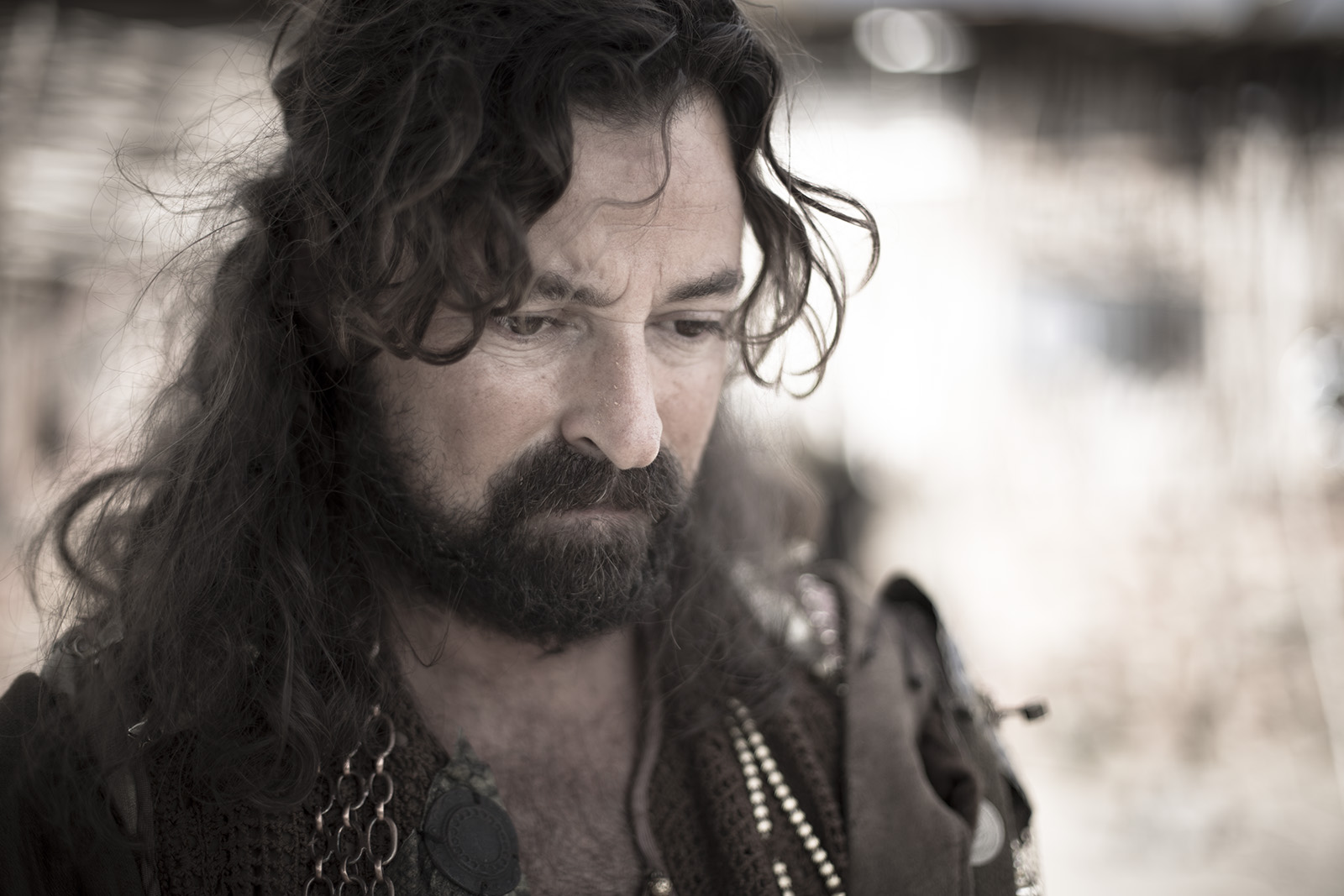
Emílio Orciollo Netto Edivaldo
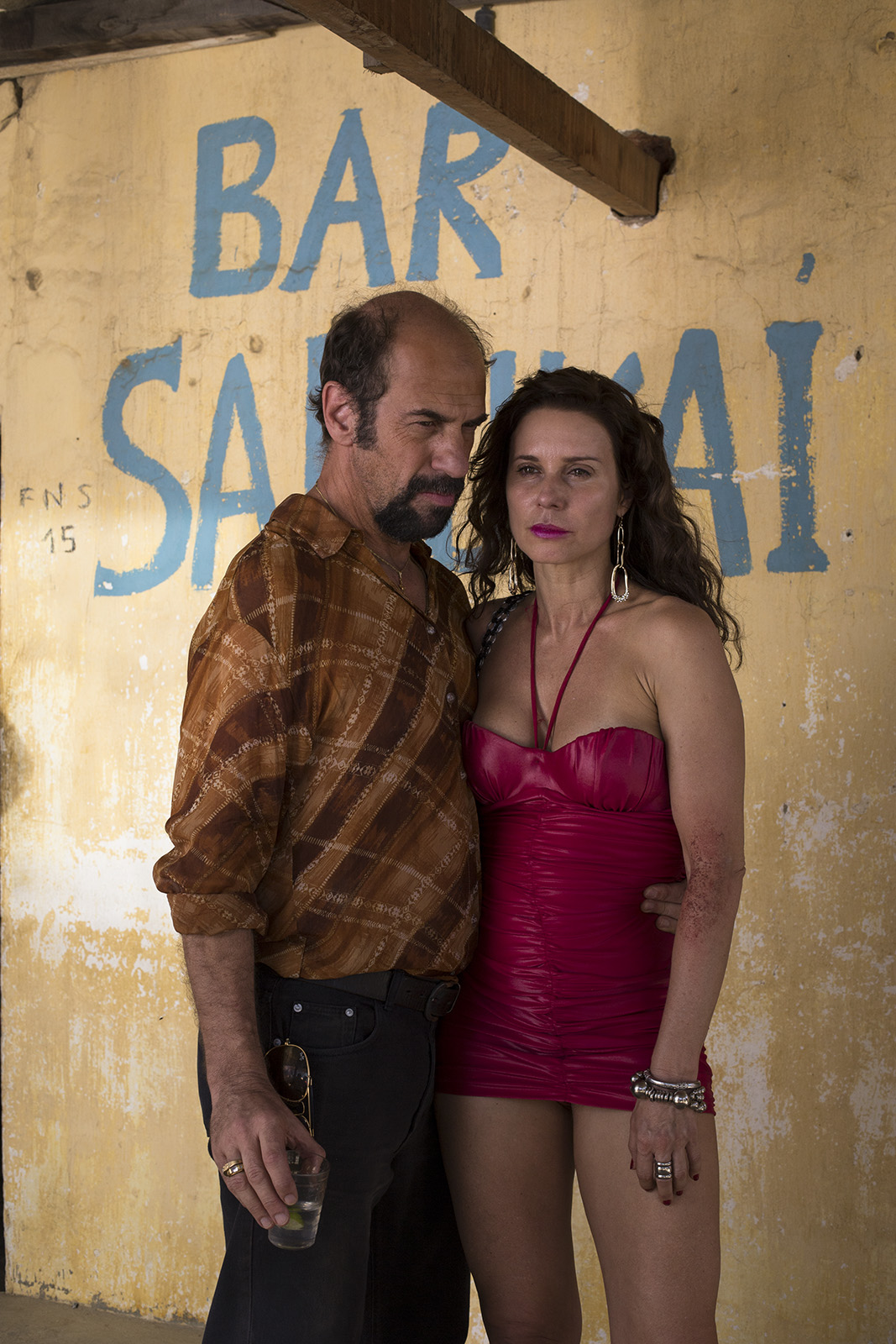
Paula Burlamaqui/Roberto Bomtempo Valquíria
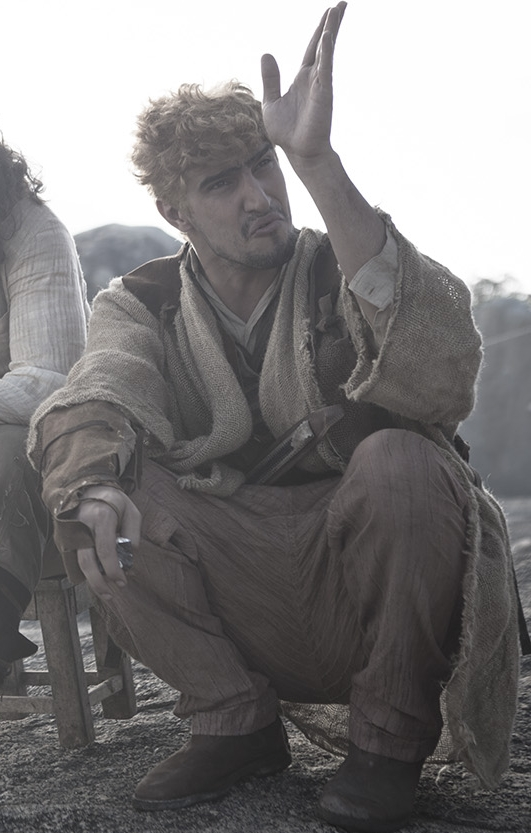
Renato Góes Micuím

## Produção
Longa-metragem teve locações nas cidades de João Pessoa e Cabaceiras, na Paraíba, na Praia do Cabo Branco e em frente à Igreja de São Francisco.. As gravações ocorream nos meses de abril e maio de 2014.

## Principais prêmios e indicações
- 20ª CinePE: Melhor Filme Pelo Júri Popular, Melhor Roteiro, Melhor Atriz Coadjuvante e Melhor Ator Coadjuvante [3]
- 11º Festival de Cinema Latino Americano de São Paulo: Prêmio do Público.
- Seleção oficial nos festivais internacionais: FESTin Lisboa, Festival do Cinema Brasileiro em Munique e Festival Du Film Bresilien em Luxemburgo